# 無千年王国説
無千年王国説（むせんねんおうこくせつ、英: amillennialism）は、キリスト教の終末論の立場の1つ。千年王国を字義通り千年続く具体的な統治期間とは見なさない。千年王国を物理的存在ではないと考えるという意味でこの名称があり、無千年期説とも言う。黙示録20章の解釈において前千年王国説と対照的であり、後千年王国説とも立場を異にする。
ルター派や改革派・長老派はこの説を支持する。聖アウグスティヌスが『神の国第2巻』で唱えてからカトリック教会で支配的になった考えでもある。

## 概略

キリスト教における千年期解釈の比較

この立場をとる人たちは、黙示録を比喩的・象徴的に解釈する。黙示録20章に登場する、「千」とは、数値ではなく完全という思想の象徴である。悪魔が千年間縛られるというのは、完全に束縛されるという意味であり、千年の統治は完全な栄光ある勝利の状態を指す。
「しばらくの間」（黙示録20章3節）とは時間の経過ではなく、サタンは致命的打撃を受けたものの、なおある程度の、許容範囲内で活動と力を持つということである。
「第一の復活にあずかる者」（黙示録20章6節）というのは、救われて、今キリストにあずかっており、やがて来る再臨を待ち望むキリスト者である。神の国は、今ここにあり、キリストはみことばと御霊を通して支配しておられる。しかし、この世においては、終わりの時まで、神の国とサタンの国との並行した発展がある。不敬虔は、反キリストの再臨の時に、死人からの復活と最後のさばきが同時に起こる。それに続いて新天新地が成就する。

## 聖書の象徴的解釈
前千年王国説の論者の多くは、無千年王国説の聖書解釈を象徴的に過ぎるとして批判している。これに対し、無千年王国説では、聖書の文言を理解するためにはその記述のジャンルに従って解釈する必要があるとする。すなわち、例えば対象が詩であった場合、それは歴史としては読まれないものと考える。この点について、一般に後千年王国説の論者とされるB・B・ウォーフィールドは無千年王国説と共通点を有しており、『ヨハネの黙示録』を1つの黙示 (an apocalyptic) とし、このジャンルにおいては全ては「象徴的媒体」を通じて語られると述べている：
ウォーフィールドによれば、黙示文学において出来事は象徴的媒体を通じて描写されるため、「象徴」の細部を「象徴化された事柄」に無理に帰することがあってはならない。なぜなら、この書物はそれ自身「我々の眼前に提示する事柄の直接的な描写ではなく、常にそれを表す象徴の直接的な描写を与えている」ためである。

## この説を支持する神学者
- アブラハム・カイパー
- ヘルマン・バーフィンク
- ゲルハルダス・ヴォス
- フロイド・E・ハミルトン
- O・T・アリス
- ルイス・ベルコフ
- W・J・グリヤー
- ウィリアム・ヘンドリクセン
- 宇田進